# Phelsuma madagascariensis
Phelsuma madagascariensis là một loài thằn lằn trong họ Gekkonidae. Loài này được Gray mô tả khoa học đầu tiên năm 1831.

## Hình ảnh

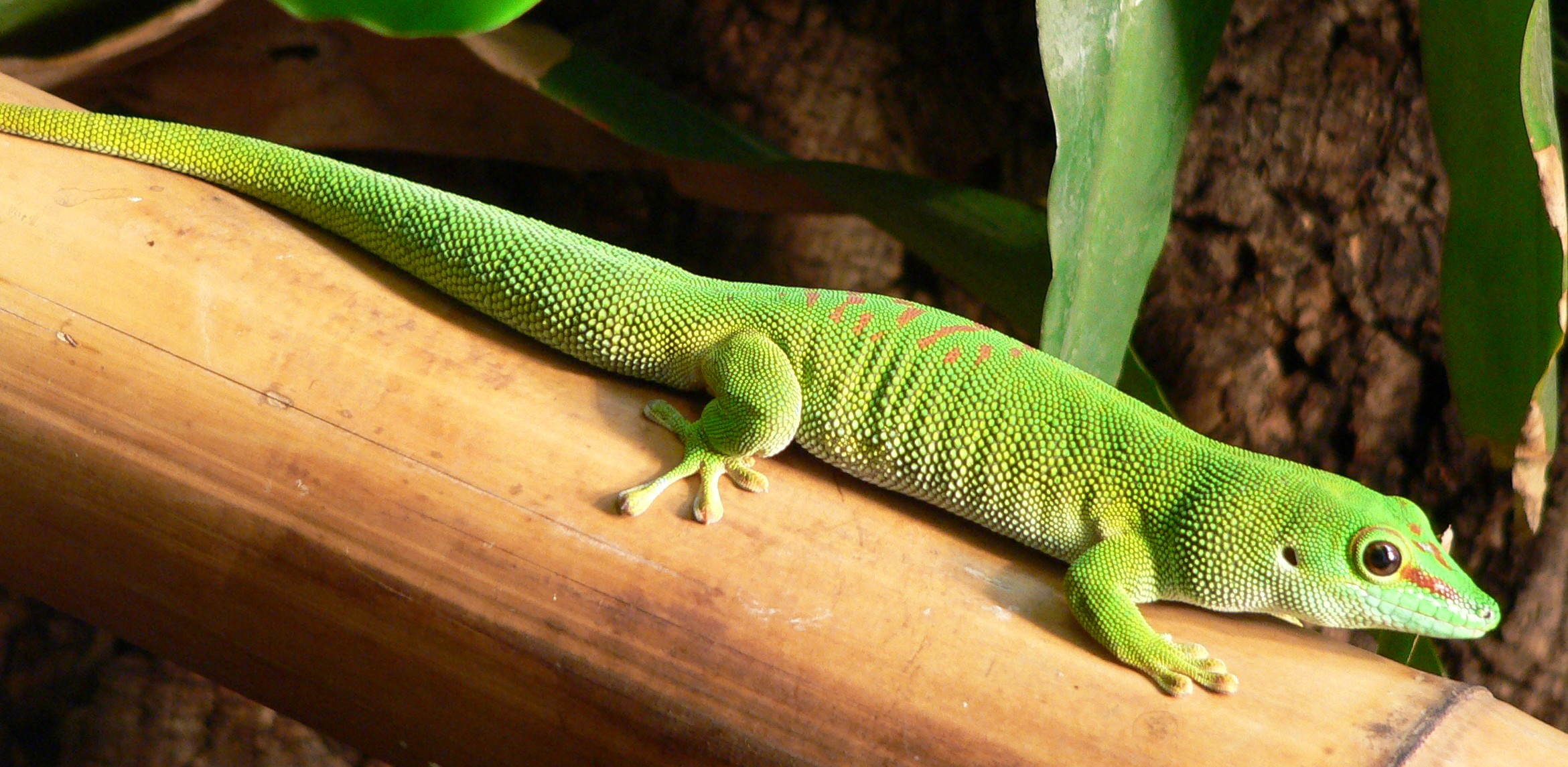
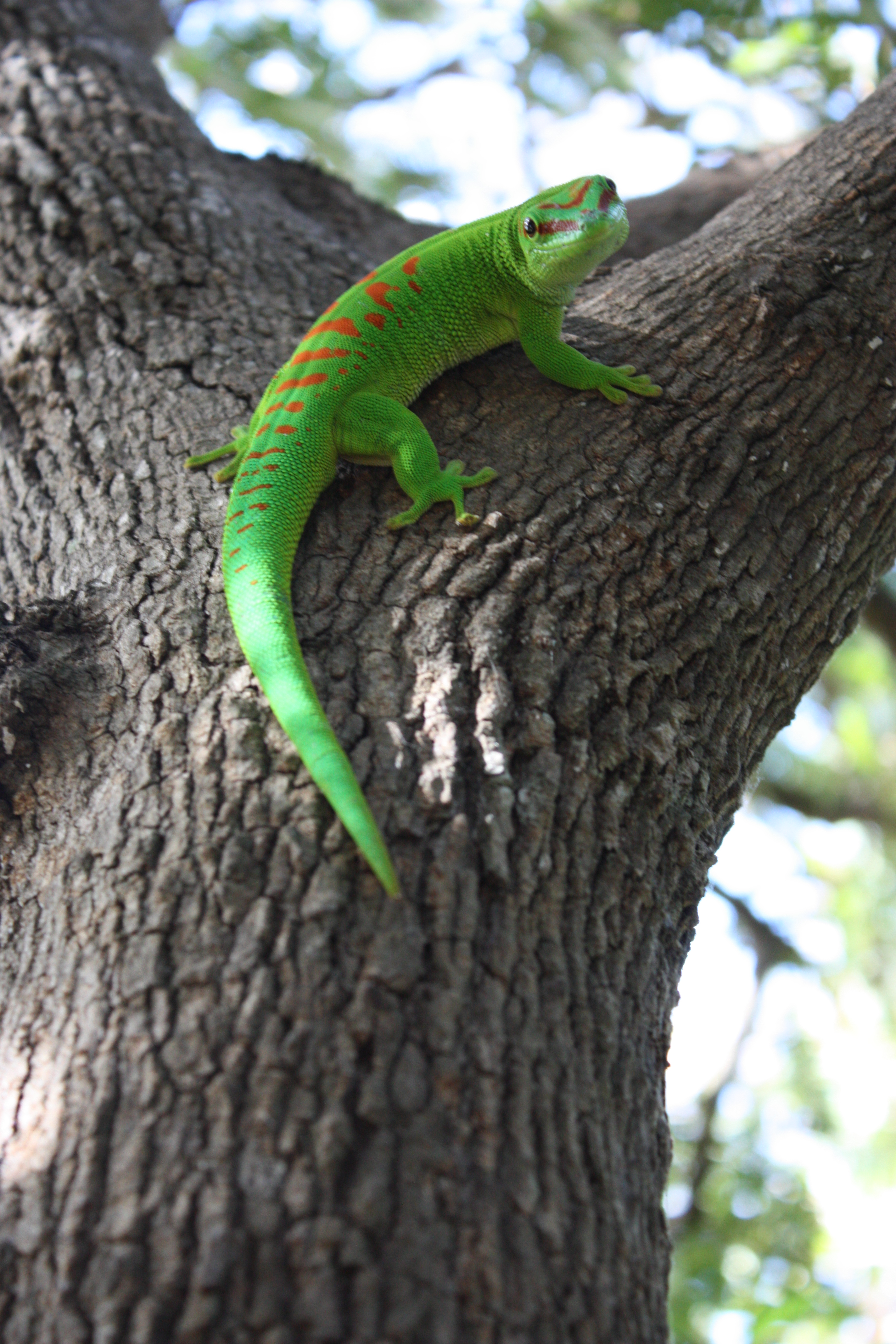
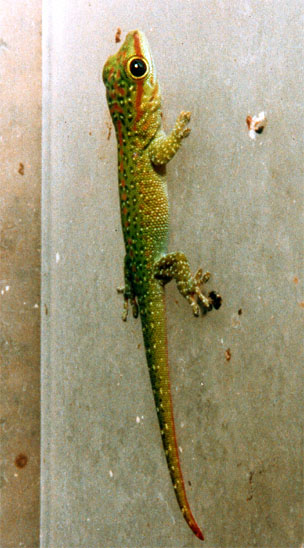
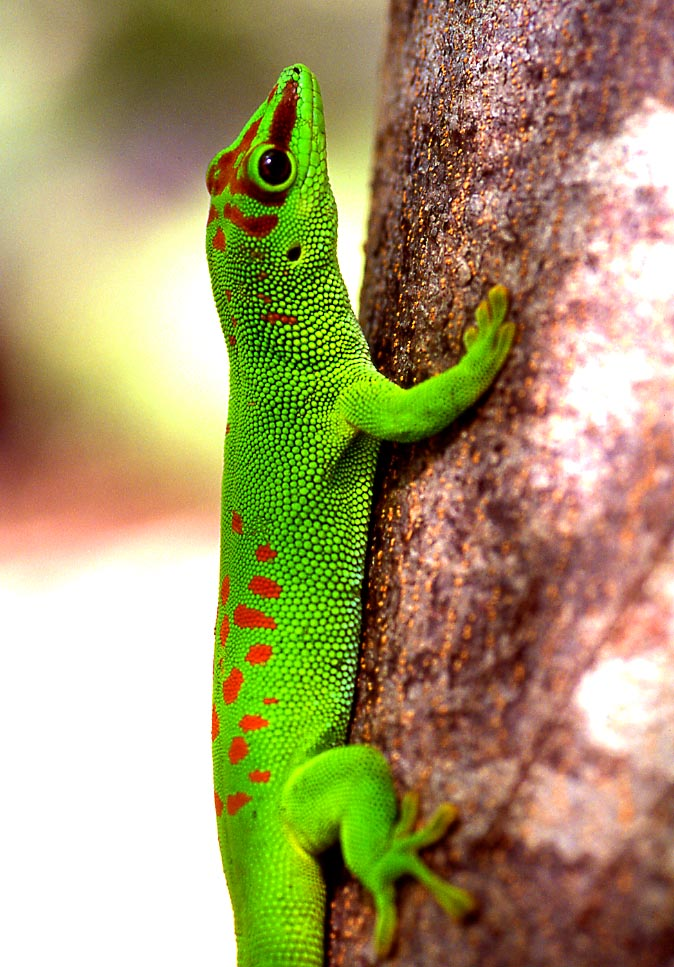